# Різдвяний веслоніг
Різдвяний веслоніг, або шиллонгська жаба (Raorchestes shillongensis) — вид жаб родини Веслоногі (Rhacophoridae). Є видом-ендеміком, що поширений на пагорбах Кхасі в регіоні Шиллонг (штат Мегхалая) на північному сході Індії. Його було віднесено до категорії критично зникаючих, оскільки ступінь його поширення становить до 100 км2, ареал веслонога сильно фрагментований і далі зменшується, погіршується якість середовища існування, а також знижується кількість дорослих особин.
За темний малюнок у формі хреста на спині деяких особин цей вид дістав неофіційну англійську назву Xmas bush frog — різдвяна жаба.
Уперше вид був описаний у 1973 р.
Як і інші представники роду Raorchestes, молоді різдвяні веслоноги не проходять стадію пуголовка: з ікринок, які самка змішує з вологим ґрунтом, через тридцять днів виводяться маленькі жабенята, які одразу починають самостійне життя.

## Популяція
Вважається, що популяція веслонога значно скоротилася. Хоча в 1970-х роках вона вважалася великою, зараз важко знайти екземпляри цієї жаби. Дослідження вокалізації (шлюбні крики самців чути здалеку ночами з травня до липня), проведені у 2000-х роках в лісі Малки та навколо нього (типове місце розташування), не змогли зафіксувати цей вид.

## Середовище існування та загрози
Цей вид мешкає у вологих тропічних лісах. Вибіркова вирубка лісу, збір деревини для власного використання та урбанізація є основними загрозами для середовища існування виду.
Невідомо, чи трапляється цей вид на територіях, що охороняються, але охорона та підтримка середовища існування є невідкладними пріоритетами для цього виду, і для оцінки поточного стану його популяції необхідні додаткові дослідження.